# شعار ترانسنيستريا
شعار ترانسنيستريا هو نسخة قديمة معدلة من شعار جمهورية مولدوفا السوفيتية الاشتراكية الذي تم إنشاؤه من قبل الحكومة المولدوفية بعد سقوط الاتحاد السوفيتي سنة 1991.
في مركز الشعار يوجد المطرقة والمنجل الذان يقعان فوق نهر و شمس مشرقة، هذه العناصر محاطة بإكليل من الزهور متكون من أوراق القمح، و الذرة و عناقيد العنب. في حزام أحمر مكتوب عليه الاسم الرسمي للدولة و هو (جمهورية مولدوفا ترانسنيستريا) بالروسية و المولدوفية والأوكرانية. و يعلو كل هذا نجمة حمراء.